# 1550年代
| 千纪： | 2千纪                                                                                            |
| 世纪： | 15世纪 \| 16世纪 \| 17世纪                                                                       |
| 年代： | 1520年代 \| 1530年代 \| 1540年代 \| 1550年代 \| 1560年代 \| 1570年代 \| 1580年代                 |
| 年份： | 1550年 \| 1551年 \| 1552年 \| 1553年 \| 1554年 \| 1555年 \| 1556年 \| 1557年 \| 1558年 \| 1559年 |

## 大事记
- 1550年代，葡萄牙的航海家来到中国海岸（1553年）并开始在澳门定居（1557年）
- 1551年（明朝嘉靖30年）：開台福德宮在台灣打狗哨船頭建廟。
- 1554年（明朝嘉靖33年）：葡萄牙貿易代表萊奧內爾·索薩（英语：Leonel de Sousa）與广州海道副使汪柏之間達成協定，從而產生葡人的合法化對華貿易。

## 出生
- 查理九世（1550年）
- 保祿五世（1550年）
- 亨利三世（1551年）
- 魯道夫二世（1552年）
- 亨利四世（1553年）
- 塞巴斯蒂安（1554年）
- 努爾哈赤（1559年）